# Економічні реформи в Україні
Економічні реформи в Україні — системні перетворення економічних відносин в Україні з моменту здобуття Незалежності в 1991 році і до поточного моменту.

## Основна мета
Економічні реформи в Україні спрямовані на трансформацію неефективної радянської економіки в сучасну ринкову економіку. Мета реформ — подолання кризових явищ, що виникли в економіці України в часи СРСР, досягнення макроекономічної стабілізації та забезпечення подальшого зростання за рахунок розвитку виробничих сил та впровадження ринкових механізмів.

## Передумови до проведення реформ

### Загальні передумови
Здобуття незалежності призвело до стрімких політичних змін у державі, але проблеми в економічній сфері, які накопичувались в економіці СРСР з часів «застою», та, загалом, призвели до розпаду СРСР, були успадковані Україною та деякий час поглиблювалися через розрив економічних зв'язків з колишніми республіками СРСР та втрату частини зовнішніх ринків.
Необхідність проведення реформ була обумовлена невідповідністю моделі економіки України, успадкованої від УРСР, яка мала критично великий перекіс в бік сектору важкої промисловості (так званого сектора виробництва засобів виробництва, група «А») у збиток сектору виробництва товарів споживання (група «Б»). Так, в останні роки існування СРСР виробництво товарів з групи «А» становило 3/4 від ВВП (в 1985 — 74.8%), групи «Б» — 1/4. Таке співвідношення мало своїм наслідком гострий дефіцит товарів широкого вжитку. Загалом, таке співвідношення хоча і відповідало потребам мілітарної радянської промисловості, але також призвело до її краху. Тим більше така модель економіки виявилась деструктивною та переобтяженою для України, яка відмовилась від мілітарної зовнішньої політики.
Економічні реформи були утруднені несприйняттям переважною частиною населення через тривале нищення в часи СРСР мотиваційних чинників економічного характеру: охоплення населення системою соціального забезпечення, зрівнялівку, придушення ініціативи, нищення економічно-активної частини населення тощо. Загалом ці чинники призвели до утворення так званої «радянської людини» — особи з розвинутою економічною, соціальною та громадянською апатією.
Окрім передумов, що визначались структурою економіки, необхідність проведення реформ обумовлювалась дезінтеграцією економічної системи СРСР та розривом економічних зв'язків між підприємствами. Крім того, вже з перших місяців після розпаду СРСР політичне керівництво Росії взяло курс на економічне придушення України.

### Стан економіки Української СРСР
В СРСР проводилась економічна політика, яка дозволяла здійснювати пріоритетний розвиток одних республік, насамперед Російської РФСР, за рахунок інших шляхом перерозподілу інвестицій в народне господарство. Як наслідок, темпи економічного зростання Української РСР порівняно з Білоруською РСР та Російською РФСР та на 1940 рік становили 7.3 проти 8.1, 8.7 відповідно. На 1986 рік темпи економічного зростання Російської РФСР перевищували темпи зростання Української РСР вже на 54.3%, а за планом на 1987 рік мали перевищувати на 56.1%. Відставання України обумовлювалося економічною політикою союзного центру стосовно України: УРСР отримувала з центру не більше 13% загальної суми  капіталовкладень, що було значно менше її частки в загальносоюзному обсязі (на 1990 рік ця частка становила 17.8%).
Наслідком економічної політики СРСР стосовно Української РСР стало те, що на момент розпаду СРСР Україна отримала вкрай неефективну економіку з високим рівнем зносу виробничих потужностей.

### Протидія в Україні
Ослаблення в українському політикумі лівих сил, які пояснювали економічний занепад, що тривав, відходом від «соціалістичних цінностей», відбулось, у тому числі, через створення і просування нових політичних проектів, які пропонували швидке вирішення наявних проблем. Згодом ці тенденції призвели до поширення популізму, що ускладнювало довгострокове прогнозування в економіці та унеможливлювало залучення серйозних інвестицій.

### Протидія з боку Росії
Практично з перших років після розпаду СРСР Росія вдалась до ряду політичних та економічних заходів з метою відновлення політичного контролю над Україною економіку, які загалом переросли у серію політичних та економічних конфліктів між Україною та Росією. Одним з найбільш ефективних заходів стали тарифи на енергоносії, які в умовах неефективної української економіки мали змусити українське політичне керівництво до поступок.

## Реформи за періодами

### Реформи часів Президента Леоніда Кравчука

#### Передумови
В умовах системи державного регулювання цін, яку Україна отримала від СРСР, економічні реформи часів Леоніда Кравчука почались з поступової лібералізації цін. Ця лібералізація також була спричинена економічною політикою Росії.

#### Заходи та результати
До жовтня 1994 року більшість важелів щодо прямого контролю цін було знято за винятком цін на соціально значимі товари та послуги: хліб, комунальні послуги, громадський транспорт.
Вплив Росії та помилки в українській економічній політиці призвели до високої гіперінфляції.

### Реформи часів Президента Леоніда Кучми

#### Заходи та результати
Найбільш важливою реформою для економіки України є спрощена система оподаткування (ССО), яка була запроваджена в 1998 році з метою стимулювання розвитку малого бізнесу. Не дивлячись на багаточисленні (й подекуди успішні) спроби різних урядів її скасувати або ускладнити, вона дала найбільш помітний поштовх економічному зростанню України, призвела до зародження середнього класу в Україні.

### Реформи часів Президента Віктора Януковича

#### Заходи та результати
- 2014:
  - Індекс легкості ведення бізнесу: 49.3; 155 позиція (дані The Heritage Foundation, 2014)[6].

### Реформи часів в.о. Президента Олександра Турчинова
Олександр Турчинов очолив державу після Революції гідності та на початку російської збройної агресії проти України. В цей період в країні наростали негативні явища, насамперед, політичного характеру.
Вкрай важким виявився економічний стан держави: вільні золотовалютні резерви були практично вичерпані, державна скарбниця виявилась порожня. Так, після втечі у Росію вищого керівництва країни на рахунках державного казначейства виявилося близько 108 тис гривень (за курсом — близько 12 тис доларів США).
Як наслідок, зусилля політичного керівництва та економічного блоку Уряду були зосереджені насамперед для вирішення проблем, викликаних військовою агресією Росії.

### Реформи часів Президента Петра Порошенка

#### Передумови
Передумовами до продовження реформ став обвал курсу національної валюти, розрив та пряма блокада економічних зв'язків з Росією.
Реформи відбувались на тлі війни на сході України та наявності понад 1 млн біженців.

#### Заходи та результати уряду Арсенія Яценюка (лютий 2014 — квітень 2017)
Результати:
- 2015:
  - Індекс легкості ведення бізнесу: 46.9; 162 позиція (дані The Heritage Foundation, січень 2015)[8].
- 2016:
  - Індекс легкості ведення бізнесу: 46.8; 162 позиція (дані The Heritage Foundation, лютий 2016)[9].

#### Заходи та результати уряду Володимира Гройсмана (з квітня 2016)
В травні 2016 віце-прем'єр — міністр економічного розвитку Степан Кубів повідомив, що реформи будуть проведені до квітня включно 2017 року.
Результати:
- 2017:
  - Індекс легкості ведення бізнесу: 48.1; 166 позиція з 180; статус економіки: «репресивна» (дані The Heritage Foundation, лютий 2017)[11].
  - Загальний український експорт в 2017 році зріс до 52,330 мільярда доларів або на 16%, у тому числі до Європи — на 21%; імпорт в Україну за рік зріс до 54,955 мільярда доларів або на 23,3%[12].

#### Зовнішня торгівля
В першому кварталі 2017 обсяг експорту аграрної продукції зріс на 38,6% порівняно з 2016 роком. На початку 2018 38% яєць, імпортованих до ЄС, були вироблені в Україні.

## Наукові розробки
Провідною науковою установою держави, яка постійно займається розробкою теоретичних засад реформування економіки України наразі є Інститут економіки та прогнозування Національної академії наук України.
До розробки програми реформ також залучались провідні європейські економісти.
напрямки  економічної  реформи  в  легкій  промисловості  та  її  задачі.